# José Ortega Munilla

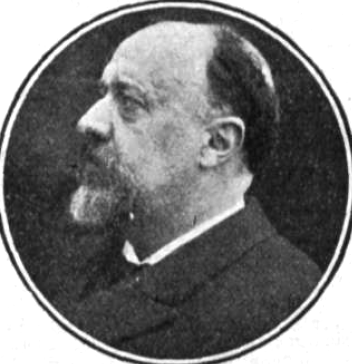
José Ortega Munilla.

José Ortega Munilla, född den 26 oktober 1856 i Cárdenas på Kuba, död den 30 december 1922, var en spansk författare och journalist. Han var far till José Ortega y Gasset.
Ortega Munilla avlade vid universitetet i Madrid juridisk examen för att ägna sig åt advokatyrket, men blev 1876 direktör för "El imparcial", vars litterära 
avdelning han övertog och under en lång följd av år innehade. Han var skarp observatör och utmärkt stilist. En del av sina litterärkritiska uppsatser i tidningen samlade han och utgav i bokform under titeln Los Lunes de El imparcial. För övrigt publicerade Ortega Munilla ett stort antal romaner, noveller med mera, 
av vilka kan nämnas Inés (1878), Lo cigarra (1879), Sor Lucila, Lucio Trellez, El tren directo (1880), El salterio, cuentos y apuntes (1881), El fondo del tonel (1882), Pruebas de imprenta (1883), Mares y montanas (1887) och Idilio lugubre (1887). År 1902 invaldes han i Spanska akademien (efter Campoamor).